# Pica (gênero)
Pica é um gênero de aves da família Corvidae que ocorre na América do Norte, Europa e Ásia, mais conhecidas como pegas (pêgas). O gênero é geralmente considerado aparentado ao Cissa e Urocissa, mas um estudo recente demonstrou um maior relacionamento com o Corvus.